# Schroederichthys
Schroederichthys is een geslacht van Atelomycteridae en kent 5 soorten.

## Soorten
- Schroederichthys bivius (Müller & Henle, 1838) – Streepbekkathaai
- Schroederichthys chilensis (Guichenot, 1848) – Roodgevlekte kathaai
- Schroederichthys maculatus Springer, 1966 – Smalstaartkathaai
- Schroederichthys saurisqualus Soto, 2001
- Schroederichthys tenuis Springer, 1966 – Slanke kathaai